# Macrocalamus chanardi
Macrocalamus chanardi là một loài rắn trong họ Rắn nước. Loài này được David & Pauwels mô tả khoa học đầu tiên năm 2005.